# 요코도촌
요코도촌(横戸村)은 니가타현 니시칸바라군에 설치되었던 촌이다.